# Fabiant
Fabiant (Faculteitskring Biologie Antwerpen) is de officiële studentenvereniging voor biologie- en milieuwetenschappenstudenten van de Universiteit Antwerpen. De kleuren zijn blauw-geel-wit. De huidige rector van de universiteit, Herwig Leirs, was drie jaar lang praeses van Fabiant.

## Geschiedenis

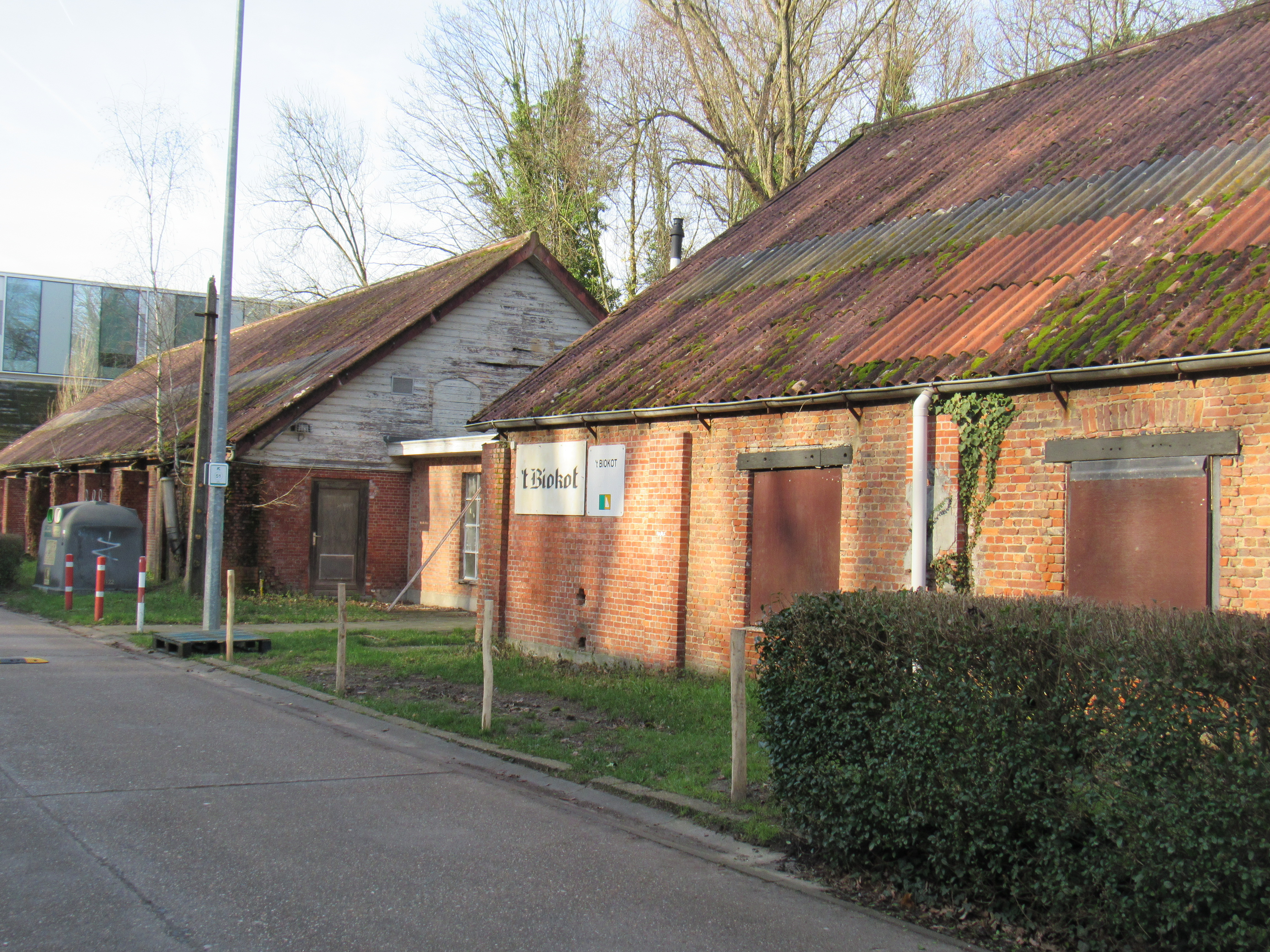
't Biokot in 2024, voor de renovatie. Links is ook het Konijnenkot te zien, met daarachter de Topsportschool.

Fabiant werd in 1974 opgericht door Bruno Bruylants voor de faculteitskring Biologie van het Rijksuniversitair Centrum Antwerpen. Eerder behoorden zowel Biologie als Diergeneeskunde tot de studentenvereniging Vebio. De eerste Fabiant-codex werd uitgebracht in 1978. Begin jaren 1980 was Fabiant de eerste vereniging die een feestzaal in Fort 6 ter beschikking kreeg, waar ze 't Biokot en het Konijnenkot openden. Deze locatie diende eerder als konijnenkweekcentrum voor de biologiestudenten. Het Konijnenkot werd deel van 't Biokot, en dit groeide uit tot een jeugdhuis en werd regelmatig verhuurd voor andere activiteiten. Later zouden onder andere Den Hagar, de Konijnenpijp en De Spoed volgen. In 2021 kondigde de Universiteit Antwerpen aan 't Biokot en de naburige feestzalen te sluiten omwille van de slechte luchtkwaliteit. Hierdoor was er geen feestlocatie meer in Wilrijk. Een nieuwe zaal werd al in 1996 aangekondigd, en in 2024 werd aangegeven dat deze achter het Konijnenkot en 't Biokot zal worden gebouwd. Deze twee zalen zullen ook gerenoveerd worden en verbonden worden met de nieuwe zaal.

## Doelen
Naast het organiseren van traditionele studentenactiviteiten zoals een studentendoop of TD, houdt Fabiant ook bijvoorbeeld afvalopruimacties. Ook biedt de vereniging studieondersteuning. Een doorlichting van de opleiding Biologie door de Vlaamse Interuniversitaire Raad prees de studentenbetrokkenheid van Fabiant. De vereniging sensibiliseert onder andere rond klimaatverandering en overbevissing, en opbrengsten worden soms geschonken aan goede doelen, zoals natuurreservaat De Zegge en het WWF. In 1991 organiseerde Fabiant bovendien de eerste Belgische Biologendag, waarop biologiestudenten van heel België samenkomen.